# NBA Playoffs 1974
Gli NBA Playoffs 1974 si conclusero con la vittoria dei Boston Celtics (campioni della Eastern Conference) che sconfissero i campioni della Western conference, i Milwaukee Bucks.

## Squadre qualificate

### Eastern Conference
1. Boston Celtics
2. N.Y. Knicks
3. Capital Bullets
4. Buffalo Braves

### Western Conference
1. Milwaukee Bucks
2. Chicago Bulls
3. Detroit Pistons
4. L.A. Lakers

## Tabellone
|  | Semifinali Conference | Semifinali Conference | Semifinali Conference |                  |                   | Finali Conference | Finali Conference | Finali Conference |  |  | NBA Finals | NBA Finals | NBA Finals |  |
|  |                       |                       |                       |                  |                   |                   |                   |                   |  |  |            |            |            |  |
|  | 1                     | Milwaukee Bucks *     | 4                     |                  |                   |                   |                   |                   |  |  |            |            |            |  |
|  | 1                     | Milwaukee Bucks *     | 4                     |                  |                   |                   |                   |                   |  |  |            |            |            |  |
|  | 4                     | L.A. Lakers *         | 1                     |                  |                   |                   |                   |                   |  |  |            |            |            |  |
|  | 4                     | L.A. Lakers *         | 1                     |                  | Milwaukee Bucks * | Milwaukee Bucks * | 4                 |                   |  |  |            |            |            |  |
|  |                       |                       |                       |                  | Milwaukee Bucks * | Milwaukee Bucks * | 4                 |                   |  |  |            |            |            |  |
|  |                       |                       | Chicago Bulls         | Chicago Bulls    | 0                 |                   |                   |                   |  |  |            |            |            |  |
|  | 3                     | Detroit Pistons       | Chicago Bulls         | Chicago Bulls    | 0                 | 3                 |                   |                   |  |  |            |            |            |  |
|  | 3                     | Detroit Pistons       |                       |                  |                   |                   |                   |                   |  |  |            |            |            |  |
|  | 2                     | Chicago Bulls         | 4                     |                  |                   |                   |                   |                   |  |  |            |            |            |  |
|  | 2                     | Chicago Bulls         | 4                     |                  | Milwaukee Bucks * | Milwaukee Bucks * | 3                 |                   |  |  |            |            |            |  |
|  |                       |                       |                       |                  |                   |                   |                   |                   |  |  |            |            |            |  |
|  |                       |                       | Boston Celtics *      | Boston Celtics * | 4                 |                   |                   |                   |  |  |            |            |            |  |
|  | 1                     | Boston Celtics *      | Boston Celtics *      | Boston Celtics * | 4                 | 4                 |                   |                   |  |  |            |            |            |  |
|  | 1                     | Boston Celtics *      |                       |                  |                   |                   |                   |                   |  |  |            |            |            |  |
|  | 4                     | Buffalo Braves        | 2                     |                  |                   |                   |                   |                   |  |  |            |            |            |  |
|  | 4                     | Buffalo Braves        | 2                     |                  | Boston Celtics *  | Boston Celtics *  | 4                 |                   |  |  |            |            |            |  |
|  |                       |                       |                       |                  | Boston Celtics *  | Boston Celtics *  | 4                 |                   |  |  |            |            |            |  |
|  |                       |                       | N.Y. Knicks           | N.Y. Knicks      | 1                 |                   |                   |                   |  |  |            |            |            |  |
|  | 3                     | Capital Bullets *     | N.Y. Knicks           | N.Y. Knicks      | 1                 | 3                 |                   |                   |  |  |            |            |            |  |
|  | 3                     | Capital Bullets *     |                       |                  |                   |                   |                   |                   |  |  |            |            |            |  |
|  | 2                     | N.Y. Knicks           | 4                     |                  |                   |                   |                   |                   |  |  |            |            |            |  |

Legenda
- * Vincitore Division
- "Grassetto" Vincitore serie
- "Corsivo" Squadra con fattore campo

## Eastern Conference

### Semifinali

#### (1) Boston Celtics - (4) Buffalo Braves
RISULTATO FINALE: 4-2
| Boston 30 marzo 1974 Gara 1                                                                               | Boston Celtics | 107 – 97 (20-31, 21-19, 28-31, 38-16) referto | Buffalo Braves | Boston Garden (14.300 spett.) |
| J. Jo White 24 Punti B. McAdoo 29 J. Havlicek 12 Assist E. DiGregorio 8 D. Cowens 18 Rimbalzi G. Heard 20 |                |                                               |                |                               |
| |                |                                               |                |                               |
| J. Jo White 24                                                                                            | Punti          | B. McAdoo 29                                  |                |                               |
| J. Havlicek 12                                                                                            | Assist         | E. DiGregorio 8                               |                |                               |
| D. Cowens 18                                                                                              | Rimbalzi       | G. Heard 20                                   |                |                               |

| Buffalo 2 aprile 1974 Gara 2                                                                               | Buffalo Braves | 115 – 105 (31-19, 20-30, 32-27, 32-29) referto | Boston Celtics | Buffalo Memorial Auditorium (17.507 spett.) |
| B. McAdoo 23 Punti J. Jo White 27 E. DiGregorio 12 Assist J. Havlicek 7 B. McAdoo 20 Rimbalzi D. Cowens 16 |                |                                                |                |                                             |
| |                |                                                |                |                                             |
| B. McAdoo 23                                                                                               | Punti          | J. Jo White 27                                 |                |                                             |
| E. DiGregorio 12                                                                                           | Assist         | J. Havlicek 7                                  |                |                                             |
| B. McAdoo 20                                                                                               | Rimbalzi       | D. Cowens 16                                   |                |                                             |

| Boston 3 aprile 1974 Gara 3                                                                              | Boston Celtics | 120 – 107 (39-22, 27-31, 30-29, 24-25) referto | Buffalo Braves | Boston Garden (14.656 spett.) |
| J. Havlicek 43 Punti B. McAdoo 38 J. Havlicek 8 Assist E. DiGregorio 8 D. Cowens 19 Rimbalzi G. Heard 13 |                |                                                |                |                               |
| |                |                                                |                |                               |
| J. Havlicek 43                                                                                           | Punti          | B. McAdoo 38                                   |                |                               |
| J. Havlicek 8                                                                                            | Assist         | E. DiGregorio 8                                |                |                               |
| D. Cowens 19                                                                                             | Rimbalzi       | G. Heard 13                                    |                |                               |

| Buffalo 6 aprile 1974 Gara 4                                                                                | Buffalo Braves | 104 – 102 (22-22, 29-26, 21-26, 32-28) referto | Boston Celtics | Buffalo Memorial Auditorium (18.119 spett.) |
| B. McAdoo 44 Punti D. Nelson 24 E. DiGregorio 11 Assist J. Havlicek 8 J. McMillian 18 Rimbalzi D. Cowens 14 |                |                                                |                |                                             |
| |                |                                                |                |                                             |
| B. McAdoo 44                                                                                                | Punti          | D. Nelson 24                                   |                |                                             |
| E. DiGregorio 11                                                                                            | Assist         | J. Havlicek 8                                  |                |                                             |
| J. McMillian 18                                                                                             | Rimbalzi       | D. Cowens 14                                   |                |                                             |

| Boston 9 aprile 1974 Gara 5                                                                             | Boston Celtics | 100 – 97 (25-31, 23-20, 23-20, 29-26) referto | Buffalo Braves | Boston Garden (15.320 spett.) |
| J. Havlicek 25 Punti R. Smith 25 A. Williams 8 Assist E. DiGregorio 4 D. Cowens 12 Rimbalzi G. Heard 16 |                |                                               |                |                               |
| |                |                                               |                |                               |
| J. Havlicek 25                                                                                          | Punti          | R. Smith 25                                   |                |                               |
| A. Williams 8                                                                                           | Assist         | E. DiGregorio 4                               |                |                               |
| D. Cowens 12                                                                                            | Rimbalzi       | G. Heard 16                                   |                |                               |

| Buffalo 12 aprile 1974 Gara 6                                                                                        | Buffalo Braves | 104 – 106 (26-20, 28-33, 28-34, 22-19) referto | Boston Celtics | Buffalo Memorial Auditorium (18.257 spett.) |
| B. McAdoo 40 Punti J. Havlicek 30 E. DiGregorio 9 Assist J. Havlicek 7 B. McAdoo , G. Heard 15 Rimbalzi D. Cowens 17 |                |                                                |                |                                             |
| |                |                                                |                |                                             |
| B. McAdoo 40 | Punti          | J. Havlicek 30                                 |                |                                             |
| E. DiGregorio 9 | Assist         | J. Havlicek 7                                  |                |                                             |
| B. McAdoo, G. Heard 15                                                                                               | Rimbalzi       | D. Cowens 17                                   |                |                                             |

PRECEDENTI IN REGULAR SEASON
| Regular Season 1973-74 | Boston Celtics | 5 – 2 | Buffalo Braves | Referto 1 - Referto 2 - Referto 3 - Referto 4, Referto 5 - Referto 6, Referto 7 |
| Boston Celtics 118 Boston Celtics 118 Boston Celtics 126 Buffalo Braves 123 Buffalo Braves 109 Boston Celtics 104 Buffalo Braves 110 Punti 112 Buffalo Braves 114 Buffalo Braves 119 Buffalo Braves 125 Boston Celtics 116 Boston Celtics 122 Buffalo Braves 94 Boston Celtics |                | |                |                                                                                 |
| |                | |                |                                                                                 |
| Boston Celtics 118 Boston Celtics 118 Boston Celtics 126 Buffalo Braves 123 Buffalo Braves 109 Boston Celtics 104 Buffalo Braves 110 | Punti          | 112 Buffalo Braves 114 Buffalo Braves 119 Buffalo Braves 125 Boston Celtics 116 Boston Celtics 122 Buffalo Braves 94 Boston Celtics |                |                                                                                 |

PRECEDENTI NEI PLAYOFF

Si è trattata della prima sfida tra le due squadre ai playoff.

#### (2) New York Knicks - (3) Capital Bullets
RISULTATO FINALE: 4-3
| New York 29 marzo 1974 Gara 1                                                                                     | N.Y. Knicks | 102 – 91 (20-26, 29-16, 25-22, 28-27) referto | Capital Bullets | Madison Square Garden (19.694 spett.) |
| W. Frazier 20 Punti E. Hayes 40 D. DeBusschere 7 Assist E. Hayes , K. Porter 4 W. Frazier 12 Rimbalzi E. Hayes 14 |             |                                               |                 |                                       |
| |             |                                               |                 |                                       |
| W. Frazier 20 | Punti       | E. Hayes 40                                   |                 |                                       |
| D. DeBusschere 7                                                                                                  | Assist      | E. Hayes, K. Porter 4                         |                 |                                       |
| W. Frazier 12 | Rimbalzi    | E. Hayes 14                                   |                 |                                       |

| Landover 31 marzo 1974 Gara 2                                                                              | Capital Bullets | 99 – 87 (25-26, 25-18, 20-22, 29-21) referto | N.Y. Knicks | Capital Centre (16.522 spett.) |
| P. Chenier 35 Punti D. DeBusschere 20 K. Porter 7 Assist J. Lucas 5 E. Hayes 21 Rimbalzi D. DeBusschere 10 |                 |                                              |             |                                |
| |                 |                                              |             |                                |
| P. Chenier 35                                                                                              | Punti           | D. DeBusschere 20                            |             |                                |
| K. Porter 7                                                                                                | Assist          | J. Lucas 5                                   |             |                                |
| E. Hayes 21                                                                                                | Rimbalzi        | D. DeBusschere 10                            |             |                                |

| New York 2 aprile 1974 Gara 3                                                                                             | N.Y. Knicks | 79 – 88 (21-23, 23-21, 13-26, 22-18) referto | Capital Bullets | Madison Square Garden (19.694 spett.) |
| W. Frazier 20 Punti K. Porter 22 D. DeBusschere , D. Meminger 5 Assist K. Porter 5 D. DeBusschere 12 Rimbalzi E. Hayes 13 |             |                                              |                 |                                       |
| |             |                                              |                 |                                       |
| W. Frazier 20 | Punti       | K. Porter 22                                 |                 |                                       |
| D. DeBusschere, D. Meminger 5                                                                                             | Assist      | K. Porter 5                                  |                 |                                       |
| D. DeBusschere 12 | Rimbalzi    | E. Hayes 13                                  |                 |                                       |

| Landover 5 aprile 1974 Gara 4                                                                                 | Capital Bullets | 93 – 101 (30-29, 24-24, 22-15, 11-19) referto | N.Y. Knicks | Capital Centre (19.035 spett.) |
| E. Hayes , K. Porter 20 Punti E. Monroe 23 K. Porter 7 Assist W. Frazier 6 E. Hayes 17 Rimbalzi W. Frazier 11 |                 |                                               |             |                                |
| |                 |                                               |             |                                |
| E. Hayes, K. Porter 20                                                                                        | Punti           | E. Monroe 23                                  |             |                                |
| K. Porter 7                                                                                                   | Assist          | W. Frazier 6                                  |             |                                |
| E. Hayes 17                                                                                                   | Rimbalzi        | W. Frazier 11                                 |             |                                |

| New York 7 aprile 1974 Gara 5                                                                          | N.Y. Knicks | 106 – 105 (28-28, 27-24, 22-26, 29-27) referto | Capital Bullets | Madison Square Garden (19.694 spett.) |
| W. Frazier 38 Punti E. Hayes 27 W. Frazier 4 Assist W. Unseld 8 D. DeBusschere 8 Rimbalzi W. Unseld 12 |             |                                                |                 |                                       |
| |             |                                                |                 |                                       |
| W. Frazier 38                                                                                          | Punti       | E. Hayes 27                                    |                 |                                       |
| W. Frazier 4                                                                                           | Assist      | W. Unseld 8                                    |                 |                                       |
| D. DeBusschere 8                                                                                       | Rimbalzi    | W. Unseld 12                                   |                 |                                       |

| Landover 10 aprile 1974 Gara 6                                                                     | Capital Bullets | 109 – 92 (20-25, 24-19, 24-23, 41-25) referto | N.Y. Knicks | Capital Centre (19.025 spett.) |
| E. Hayes 31 Punti W. Frazier 25 W. Unseld 5 Assist W. Frazier 10 E. Hayes 23 Rimbalzi P. Jackson 8 |                 |                                               |             |                                |
| |                 |                                               |             |                                |
| E. Hayes 31                                                                                        | Punti           | W. Frazier 25                                 |             |                                |
| W. Unseld 5                                                                                        | Assist          | W. Frazier 10                                 |             |                                |
| E. Hayes 23                                                                                        | Rimbalzi        | P. Jackson 8                                  |             |                                |

| New York 12 aprile 1974 Gara 7                                                                                             | N.Y. Knicks | 91 – 81 (29-20, 24-31, 16-10, 22-20) referto | Capital Bullets | Madison Square Garden (19.694 spett.) |
| E. Monroe 30 Punti P. Chenier 21 D. DeBusschere 7 Assist E. Hayes 5 D. DeBusschere , J. Gianelli 15 Rimbalzi P. Chenier 14 |             |                                              |                 |                                       |
| |             |                                              |                 |                                       |
| E. Monroe 30 | Punti       | P. Chenier 21                                |                 |                                       |
| D. DeBusschere 7 | Assist      | E. Hayes 5                                   |                 |                                       |
| D. DeBusschere, J. Gianelli 15                                                                                             | Rimbalzi    | P. Chenier 14                                |                 |                                       |

PRECEDENTI IN REGULAR SEASON
| Regular Season 1973-74 | N.Y. Knicks | 3 – 3 | Capital Bullets | Referto 1 - Referto 2 - Referto 3 - Referto 4, Referto 5 - Referto 6 |
| New York Knicks 84 Capital Bullets 109 New York Knicks 100 Capital Bullets 81 New York Knicks 85 Capital Bullets 103 Punti 101 Capital Bullets 81 New York Knicks 102 Capital Bullets 92 New York Knicks 71 Capital Bullets 112 New York Knicks |             | |                 |                                                                      |
| |             | |                 |                                                                      |
| New York Knicks 84 Capital Bullets 109 New York Knicks 100 Capital Bullets 81 New York Knicks 85 Capital Bullets 103 | Punti       | 101 Capital Bullets 81 New York Knicks 102 Capital Bullets 92 New York Knicks 71 Capital Bullets 112 New York Knicks |                 |                                                                      |

PRECEDENTI NEI PLAYOFF
|  | N.Y. Knicks (1969, 1970, 1972, 1973) | 4 – 1 | Capital Bullets (1971) |  |

### Finale

#### (1) Boston Celtics - (2) New York Knicks
RISULTATO FINALE: 4-1
| Boston 14 aprile 1974 Gara 1                                                                                              | Boston Celtics | 113 – 88 (21-16, 30-23, 32-23, 30-26) referto | N.Y. Knicks | Boston Garden (14.101 spett.) |
| J. Havlicek 25 Punti W. Frazier 16 J. Havlicek 12 Assist H. Bibby , D. Meminger 3 D. Cowens 13 Rimbalzi D. DeBusschere 10 |                |                                               |             |                               |
| |                |                                               |             |                               |
| J. Havlicek 25 | Punti          | W. Frazier 16                                 |             |                               |
| J. Havlicek 12 | Assist         | H. Bibby, D. Meminger 3                       |             |                               |
| D. Cowens 13 | Rimbalzi       | D. DeBusschere 10                             |             |                               |

| New York 16 aprile 1974 Gara 2                                                                              | N.Y. Knicks | 99 – 111 (25-33, 35-20, 14-33, 25-25) referto | Boston Celtics | Madison Square Garden (19.694 spett.) |
| B. Bradley 20 Punti J. Havlicek 27 W. Frazier 4 Assist J. Jo White 6 D. DeBusschere 9 Rimbalzi D. Cowens 18 |             |                                               |                |                                       |
| |             |                                               |                |                                       |
| B. Bradley 20                                                                                               | Punti       | J. Havlicek 27                                |                |                                       |
| W. Frazier 4                                                                                                | Assist      | J. Jo White 6                                 |                |                                       |
| D. DeBusschere 9                                                                                            | Rimbalzi    | D. Cowens 18                                  |                |                                       |

| Boston 19 aprile 1974 Gara 3                                                                                         | Boston Celtics | 100 – 103 (18-22, 26-31, 23-31, 33-19) referto | N.Y. Knicks | Boston Garden (15.320 spett.) |
| D. Cowens 28 Punti W. Frazier 38 A. Williams 5 Assist W. Frazier 4 D. Cowens 22 Rimbalzi W. Frazier , J. Gianelli 10 |                |                                                |             |                               |
| |                |                                                |             |                               |
| D. Cowens 28 | Punti          | W. Frazier 38                                  |             |                               |
| A. Williams 5 | Assist         | W. Frazier 4                                   |             |                               |
| D. Cowens 22 | Rimbalzi       | W. Frazier, J. Gianelli 10                     |             |                               |

| New York 21 aprile 1974 Gara 4                                                                         | N.Y. Knicks | 91 – 98 (32-28, 18-23, 23-24, 18-23) referto | Boston Celtics | Madison Square Garden (19.694 spett.) |
| W. Frazier 25 Punti J. Havlicek 36 E. Monroe 5 Assist J. Jo White 9 J. Gianelli 9 Rimbalzi P. Silas 14 |             |                                              |                |                                       |
| |             |                                              |                |                                       |
| W. Frazier 25                                                                                          | Punti       | J. Havlicek 36                               |                |                                       |
| E. Monroe 5                                                                                            | Assist      | J. Jo White 9                                |                |                                       |
| J. Gianelli 9                                                                                          | Rimbalzi    | P. Silas 14                                  |                |                                       |

| Boston 24 aprile 1974 Gara 5                                                                            | Boston Celtics | 105 – 94 (21-20, 24-32, 35-27, 25-15) referto | N.Y. Knicks | Boston Garden (15.320 spett.) |
| J. Havlicek 33 Punti P. Jackson 27 J. Havlicek 5 Assist W. Frazier 6 D. Cowens 14 Rimbalzi P. Jackson 9 |                |                                               |             |                               |
| |                |                                               |             |                               |
| J. Havlicek 33                                                                                          | Punti          | P. Jackson 27                                 |             |                               |
| J. Havlicek 5                                                                                           | Assist         | W. Frazier 6                                  |             |                               |
| D. Cowens 14                                                                                            | Rimbalzi       | P. Jackson 9                                  |             |                               |

PRECEDENTI IN REGULAR SEASON
| Regular Season 1973-74 | Boston Celtics | 5 – 2 | N.Y. Knicks | Referto 1 - Referto 2 - Referto 3 - Referto 4, Referto 5 - Referto 6, Referto 7 |
| Boston Celtics 113 New York Knicks 84 Boston Celtics 119 New York Knicks 104 Boston Celtics 125 New York Knicks 88 Boston Celtics 102 Punti 101 New York Knicks 94 Boston Celtics 97 New York Knicks 83 Boston Celtics 97 New York Knicks 104 Boston Celtics 108 New York Knicks (1 t.s.) |                | |             |                                                                                 |
| |                | |             |                                                                                 |
| Boston Celtics 113 New York Knicks 84 Boston Celtics 119 New York Knicks 104 Boston Celtics 125 New York Knicks 88 Boston Celtics 102 | Punti          | 101 New York Knicks 94 Boston Celtics 97 New York Knicks 83 Boston Celtics 97 New York Knicks 104 Boston Celtics 108 New York Knicks (1 t.s.) |             |                                                                                 |

PRECEDENTI NEI PLAYOFF
|  | Boston Celtics (1954, 1955, 1967, 1969) | 4 – 5 | N.Y. Knicks (1951, 1952, 1953, 1972, 1973) |  |

## Western Conference

### Semifinali

#### (1) Milwaukee Bucks - (4) Los Angeles Lakers
RISULTATO FINALE: 4-1
| Milwaukee 29 marzo 1974 Gara 1                                                                                        | Milwaukee Bucks | 99 – 95 (23-26, 24-23, 24-28, 28-18) referto | L.A. Lakers | Milwaukee Arena (10.938 spett.) |
| K. Abdul-Jabbar 35 Punti G. Goodrich 31 O. Robertson 9 Assist G. Goodrich 6 K. Abdul-Jabbar 21 Rimbalzi C. Hawkins 14 |                 |                                              |             |                                 |
| |                 |                                              |             |                                 |
| K. Abdul-Jabbar 35 | Punti           | G. Goodrich 31                               |             |                                 |
| O. Robertson 9 | Assist          | G. Goodrich 6                                |             |                                 |
| K. Abdul-Jabbar 21 | Rimbalzi        | C. Hawkins 14                                |             |                                 |

| Milwaukee 31 marzo 1974 Gara 2                                                                                         | Milwaukee Bucks | 109 – 90 (29-23, 21-25, 27-14, 32-28) referto | L.A. Lakers | Milwaukee Arena (10.938 spett.) |
| K. Abdul-Jabbar 32 Punti G. Goodrich 21 O. Robertson 9 Assist H. Hairston 7 K. Abdul-Jabbar 25 Rimbalzi H. Hairston 10 |                 |                                               |             |                                 |
| |                 |                                               |             |                                 |
| K. Abdul-Jabbar 32 | Punti           | G. Goodrich 21                                |             |                                 |
| O. Robertson 9 | Assist          | H. Hairston 7                                 |             |                                 |
| K. Abdul-Jabbar 25 | Rimbalzi        | H. Hairston 10                                |             |                                 |

| Inglewood 2 aprile 1974 Gara 3                                                                                     | L.A. Lakers | 98 – 96 (29-24, 23-31, 29-21, 17-20) referto | Milwaukee Bucks | The Forum (17.505 spett.) |
| E. Smith 30 Punti K. Abdul-Jabbar 29 G. Goodrich 12 Assist O. Robertson 16 E. Smith 17 Rimbalzi K. Abdul-Jabbar 15 |             |                                              |                 |                           |
| |             |                                              |                 |                           |
| E. Smith 30 | Punti       | K. Abdul-Jabbar 29                           |                 |                           |
| G. Goodrich 12 | Assist      | O. Robertson 16                              |                 |                           |
| E. Smith 17 | Rimbalzi    | K. Abdul-Jabbar 15                           |                 |                           |

| Inglewood 4 aprile 1974 Gara 4                                                                                  | L.A. Lakers | 90 – 112 (21-30, 18-22, 14-34, 37-26) referto | Milwaukee Bucks | The Forum |
| E. Smith 20 Punti K. Abdul-Jabbar 31 C. Hawkins 5 Assist O. Robertson 9 E. Smith 13 Rimbalzi K. Abdul-Jabbar 16 |             |                                               |                 |           |
| |             |                                               |                 |           |
| E. Smith 20 | Punti       | K. Abdul-Jabbar 31                            |                 |           |
| C. Hawkins 5 | Assist      | O. Robertson 9                                |                 |           |
| E. Smith 13 | Rimbalzi    | K. Abdul-Jabbar 16                            |                 |           |

| Milwaukee 7 aprile 1974 Gara 5                                                                                                 | Milwaukee Bucks | 114 – 92 (33-16, 18-12, 36-26, 27-38) referto | L.A. Lakers | Milwaukee Arena (10.938 spett.) |
| R. Williams 22 Punti G. Goodrich 22 K. Abdul-Jabbar , O. Robertson 8 Assist G. Goodrich 6 C. Warner 17 Rimbalzi H. Hairston 11 |                 |                                               |             |                                 |
| |                 |                                               |             |                                 |
| R. Williams 22 | Punti           | G. Goodrich 22                                |             |                                 |
| K. Abdul-Jabbar, O. Robertson 8                                                                                                | Assist          | G. Goodrich 6                                 |             |                                 |
| C. Warner 17 | Rimbalzi        | H. Hairston 11                                |             |                                 |

PRECEDENTI IN REGULAR SEASON
| Regular Season 1973-74 | Milwaukee Bucks | 2 – 4 | L.A. Lakers | Referto 1 - Referto 2 - Referto 3 - Referto 4, Referto 5 - Referto 6 |
| Milwaukee Bucks 109 Los Angeles Lakers 109 Milwaukee Bucks 94 Los Angeles Lakers 99 Milwaukee Bucks 108 Los Angeles Lakers 120 Punti 92 Los Angeles Lakers 107 Milwaukee Bucks 90 Los Angeles Lakers 92 Milwaukee Bucks 110 Los Angeles Lakers 114 Milwaukee Bucks |                 | |             |                                                                      |
| |                 | |             |                                                                      |
| Milwaukee Bucks 109 Los Angeles Lakers 109 Milwaukee Bucks 94 Los Angeles Lakers 99 Milwaukee Bucks 108 Los Angeles Lakers 120 | Punti           | 92 Los Angeles Lakers 107 Milwaukee Bucks 90 Los Angeles Lakers 92 Milwaukee Bucks 110 Los Angeles Lakers 114 Milwaukee Bucks |             |                                                                      |

PRECEDENTI NEI PLAYOFF
|  | Milwaukee Bucks (1971) | 1 – 1 | L.A. Lakers (1972) |  |

#### (2) Chicago Bulls - (3) Detroit Pistons
RISULTATO FINALE: 4-3
| Chicago 30 marzo 1974 Gara 1                                                                                        | Chicago Bulls | 88 – 97 (16-29, 22-22, 27-20, 23-26) referto | Detroit Pistons | Chicago Stadium (10.711 spett.) |
| J. Sloan 24 Punti B. Lanier 27 N. Van Lier 6 Assist D. Adams 6 J. Sloan , C. Ray 10 Rimbalzi B. Lanier , C. Rowe 13 |               |                                              |                 |                                 |
| |               |                                              |                 |                                 |
| J. Sloan 24 | Punti         | B. Lanier 27                                 |                 |                                 |
| N. Van Lier 6 | Assist        | D. Adams 6                                   |                 |                                 |
| J. Sloan, C. Ray 10                                                                                                 | Rimbalzi      | B. Lanier, C. Rowe 13                        |                 |                                 |

| Detroit 1 aprile 1974 Gara 2                                                                 | Detroit Pistons | 103 – 108 (27-27, 22-23, 28-29, 26-29) referto | Chicago Bulls | Cobo Arena (11.499 spett.) |
| B. Lanier 38 Punti B. Love 38 D. Bing 7 Assist N. Van Lier 9 B. Lanier 19 Rimbalzi C. Ray 11 |                 |                                                |               |                            |
|                                                                                              |                 |                                                |               |                            |
| B. Lanier 38                                                                                 | Punti           | B. Love 38                                     |               |                            |
| D. Bing 7                                                                                    | Assist          | N. Van Lier 9                                  |               |                            |
| B. Lanier 19                                                                                 | Rimbalzi        | C. Ray 11                                      |               |                            |

| Chicago 5 aprile 1974 Gara 3                                                                               | Chicago Bulls | 84 – 83 (13-17, 29-23, 27-19, 15-24) referto | Detroit Pistons | Chicago Stadium (17.634 spett.) |
| C. Walker 21 Punti D. Bing 23 N. Van Lier 5 Assist B. Lanier , C. Rowe 2 J. Sloan 14 Rimbalzi B. Lanier 16 |               |                                              |                 |                                 |
| |               |                                              |                 |                                 |
| C. Walker 21                                                                                               | Punti         | D. Bing 23                                   |                 |                                 |
| N. Van Lier 5                                                                                              | Assist        | B. Lanier, C. Rowe 2                         |                 |                                 |
| J. Sloan 14                                                                                                | Rimbalzi      | B. Lanier 16                                 |                 |                                 |

| Detroit 7 aprile 1974 Gara 4                                                                | Detroit Pistons | 102 – 87 (22-25, 25-19, 35-21, 20-22) referto | Chicago Bulls | Cobo Arena (11.287 spett.) |
| B. Lanier 26 Punti B. Love 23 D. Bing 8 Assist N. Van Lier 9 B. Lanier 18 Rimbalzi C. Ray 9 |                 |                                               |               |                            |
|                                                                                             |                 |                                               |               |                            |
| B. Lanier 26                                                                                | Punti           | B. Love 23                                    |               |                            |
| D. Bing 8                                                                                   | Assist          | N. Van Lier 9                                 |               |                            |
| B. Lanier 18                                                                                | Rimbalzi        | C. Ray 9                                      |               |                            |

| Chicago 9 aprile 1974 Gara 5                                                                   | Chicago Bulls | 98 – 94 (28-14, 29-26, 18-23, 23-31) referto | Detroit Pistons | Chicago Stadium (14.236 spett.) |
| B. Love 32 Punti B. Lanier 23 N. Van Lier 4 Assist D. Bing 6 J. Sloan 17 Rimbalzi B. Lanier 17 |               |                                              |                 |                                 |
|                                                                                                |               |                                              |                 |                                 |
| B. Love 32                                                                                     | Punti         | B. Lanier 23                                 |                 |                                 |
| N. Van Lier 4                                                                                  | Assist        | D. Bing 6                                    |                 |                                 |
| J. Sloan 17                                                                                    | Rimbalzi      | B. Lanier 17                                 |                 |                                 |

| Detroit 11 aprile 1974 Gara 6                                                                    | Detroit Pistons | 92 – 88 (15-22, 25-19, 24-23, 28-24) referto | Chicago Bulls | Cobo Arena (11.134 spett.) |
| B. Lanier 28 Punti C. Walker 33 D. Bing 10 Assist N. Van Lier 10 B. Lanier 14 Rimbalzi C. Ray 15 |                 |                                              |               |                            |
|                                                                                                  |                 |                                              |               |                            |
| B. Lanier 28                                                                                     | Punti           | C. Walker 33                                 |               |                            |
| D. Bing 10                                                                                       | Assist          | N. Van Lier 10                               |               |                            |
| B. Lanier 14                                                                                     | Rimbalzi        | C. Ray 15                                    |               |                            |

| Chicago 13 aprile 1974 Gara 7                                                                         | Chicago Bulls | 96 – 94 (25-18, 27-23, 28-30, 16-23) referto | Detroit Pistons | Chicago Stadium (13.133 spett.) |
| C. Walker 26 Punti S. Lantz 25 B. Weiss 5 Assist S. Lantz 5 C. Ray 15 Rimbalzi B. Lanier , C. Rowe 10 |               |                                              |                 |                                 |
| |               |                                              |                 |                                 |
| C. Walker 26                                                                                          | Punti         | S. Lantz 25                                  |                 |                                 |
| B. Weiss 5                                                                                            | Assist        | S. Lantz 5                                   |                 |                                 |
| C. Ray 15                                                                                             | Rimbalzi      | B. Lanier, C. Rowe 10                        |                 |                                 |

PRECEDENTI IN REGULAR SEASON
| Regular Season 1973-74 | Chicago Bulls | 5 – 2 | Detroit Pistons | Referto 1 - Referto 2 - Referto 3 - Referto 4, Referto 5 - Referto 6, Referto 7 |
| Chicago Bulls 101 Detroit Pistons 102 (1 t.s.) Chicago Bulls 114 Detroit Pistons 89 Chicago Bulls 108 Detroit Pistons 113 Chicago Bulls 109 Punti 94 Detroit Pistons 104 Chicago Bulls 112 Detroit Pistons 87 Chicago Bulls 103 Detroit Pistons 95 Chicago Bulls 91 Detroit Pistons |               | |                 |                                                                                 |
| |               | |                 |                                                                                 |
| Chicago Bulls 101 Detroit Pistons 102 (1 t.s.) Chicago Bulls 114 Detroit Pistons 89 Chicago Bulls 108 Detroit Pistons 113 Chicago Bulls 109 | Punti         | 94 Detroit Pistons 104 Chicago Bulls 112 Detroit Pistons 87 Chicago Bulls 103 Detroit Pistons 95 Chicago Bulls 91 Detroit Pistons |                 |                                                                                 |

PRECEDENTI NEI PLAYOFF

Si è trattata della prima sfida tra le due squadre ai playoff.

### Finale

#### (1) Milwaukee Bucks - (2) Chicago Bulls
RISULTATO FINALE: 4-0
| Milwaukee 16 aprile 1974 Gara 1 | Milwaukee Bucks | 101 – 85 (21-18, 28-24, 32-21, 20-22) referto | Chicago Bulls | Milwaukee Arena (10.938 spett.) |
| K. Abdul-Jabbar , B. Dandridge 25 Punti N. Van Lier 26 O. Robertson 10 Assist N. Van Lier 10 K. Abdul-Jabbar 19 Rimbalzi B. Love 10 |                 |                                               |               |                                 |
| |                 |                                               |               |                                 |
| K. Abdul-Jabbar, B. Dandridge 25 | Punti           | N. Van Lier 26                                |               |                                 |
| O. Robertson 10 | Assist          | N. Van Lier 10                                |               |                                 |
| K. Abdul-Jabbar 19 | Rimbalzi        | B. Love 10                                    |               |                                 |

| Chicago 18 aprile 1974 Gara 2                                                                                     | Chicago Bulls | 111 – 113 (29-30, 22-32, 26-29, 34-22) referto | Milwaukee Bucks | Chicago Stadium (17.787 spett.) |
| N. Van Lier 27 Punti K. Abdul-Jabbar 44 N. Van Lier 7 Assist O. Robertson 8 C. Ray 15 Rimbalzi K. Abdul-Jabbar 21 |               |                                                |                 |                                 |
| |               |                                                |                 |                                 |
| N. Van Lier 27 | Punti         | K. Abdul-Jabbar 44                             |                 |                                 |
| N. Van Lier 7 | Assist        | O. Robertson 8                                 |                 |                                 |
| C. Ray 15 | Rimbalzi      | K. Abdul-Jabbar 21                             |                 |                                 |

| Milwaukee 20 aprile 1974 Gara 3                                                                           | Milwaukee Bucks | 113 – 90 (26-22, 27-19, 30-25, 30-24) referto | Chicago Bulls | Milwaukee Arena (10.938 spett.) |
| K. Abdul-Jabbar 32 Punti B. Love 30 O. Robertson 12 Assist C. Ray 6 K. Abdul-Jabbar 14 Rimbalzi C. Ray 15 |                 |                                               |               |                                 |
| |                 |                                               |               |                                 |
| K. Abdul-Jabbar 32                                                                                        | Punti           | B. Love 30                                    |               |                                 |
| O. Robertson 12                                                                                           | Assist          | C. Ray 6                                      |               |                                 |
| K. Abdul-Jabbar 14                                                                                        | Rimbalzi        | C. Ray 15                                     |               |                                 |

| Chicago 22 aprile 1974 Gara 4                                                                                           | Chicago Bulls | 99 – 115 (20-20, 32-28, 16-29, 31-38) referto | Milwaukee Bucks | Chicago Stadium (12.762 spett.) |
| B. Love 32 Punti K. Abdul-Jabbar 38 N. Van Lier 7 Assist O. Robertson 10 B. Love , C. Ray 8 Rimbalzi K. Abdul-Jabbar 24 |               |                                               |                 |                                 |
| |               |                                               |                 |                                 |
| B. Love 32 | Punti         | K. Abdul-Jabbar 38                            |                 |                                 |
| N. Van Lier 7 | Assist        | O. Robertson 10                               |                 |                                 |
| B. Love, C. Ray 8 | Rimbalzi      | K. Abdul-Jabbar 24                            |                 |                                 |

PRECEDENTI IN REGULAR SEASON
| Regular Season 1973-74 | Milwaukee Bucks | 3 – 3 | Chicago Bulls | Referto 1 - Referto 2 - Referto 3 - Referto 4, Referto 5 - Referto 6 |
| Milwaukee Bucks 94 Chicago Bulls 82 Milwaukee Bucks 124 Chicago Bulls 93 Milwaukee Bucks 90 Chicago Bulls 82 Punti 97 Chicago Bulls 101 Milwaukee Bucks 94 Chicago Bulls 81 Milwaukee Bucks 92 Chicago Bulls 107 Milwaukee Bucks |                 | |               |                                                                      |
| |                 | |               |                                                                      |
| Milwaukee Bucks 94 Chicago Bulls 82 Milwaukee Bucks 124 Chicago Bulls 93 Milwaukee Bucks 90 Chicago Bulls 82 | Punti           | 97 Chicago Bulls 101 Milwaukee Bucks 94 Chicago Bulls 81 Milwaukee Bucks 92 Chicago Bulls 107 Milwaukee Bucks |               |                                                                      |

PRECEDENTI NEI PLAYOFF

Si è trattata della prima sfida tra le due squadre ai playoff.

## NBA Finals 1974

### Milwaukee Bucks - Boston Celtics
RISULTATO FINALE
|  | Milwaukee Bucks | 3 – 4 | Boston Celtics |  |

PRECEDENTI IN REGULAR SEASON
| Regular Season 1973-74 | Milwaukee Bucks | 2 – 2                                                                     | Boston Celtics | Referto 1 - Referto 2 - Referto 3 - Referto 4 |
| Boston Celtics 105 Milwaukee Bucks 117 Milwaukee Bucks 104 Milwaukee Bucks 95 Punti 90 Milwaukee Bucks 93 Boston Celtics 105 Boston Celtics 86 Boston Celtics |                 |                                                                           |                |                                               |
| |                 |                                                                           |                |                                               |
| Boston Celtics 105 Milwaukee Bucks 117 Milwaukee Bucks 104 Milwaukee Bucks 95                                                                                 | Punti           | 90 Milwaukee Bucks 93 Boston Celtics 105 Boston Celtics 86 Boston Celtics |                |                                               |

PRECEDENTI NEI PLAYOFF

Si è trattata della prima sfida tra le due squadre ai playoff.

#### Roster
| \| Pos. \| Num. \| Naz. \| Nome \| Altezza \| Peso \| Data nascita \| Provenienza \| \| ---- \| ---- \| ---- \| -------------------- \| ------- \| ------ \| ------------ \| ----------------- \| \| C \| 33 \| \| Abdul-Jabbar, Kareem \| 218 cm \| 102 kg \| 16-04-1947 \| UCLA \| \| G \| 42 \| \| Allen, Lucius \| 188 cm \| 79 kg \| 26-09-1947 \| UCLA \| \| C \| 19 \| \| Cunningham, Dick \| 208 cm \| 111 kg \| 11-07-1946 \| Murray State \| \| G/AP \| 10 \| \| Dandridge, Bob \| 198 cm \| 88 kg \| 15-11-1947 \| Norfolk State \| \| A \| 20 \| \| Davis, Mickey \| 201 cm \| 88 kg \| 16-06-1950 \| Duquesne \| \| A \| 7 \| \| Driscoll, Terry \| 201 cm \| 98 kg \| 28-08-1947 \| Boston College \| \| G \| 24 \| \| Garrett, Dick \| 191 cm \| 84 kg \| 31-01-1947 \| Southern Illinois \| \| G/AP \| \| \| Gregor, Gary \| 201 cm \| 102 kg \| 13-08-1945 \| South Carolina \| \| G/AP \| 21 \| \| Lee, Russ \| 196 cm \| 84 kg \| 27-01-1950 \| Marshall \| \| G/AP \| 14 \| \| McGlocklin, Jon \| 196 cm \| 93 kg \| 10-06-1943 \| Indiana \| \| A \| 18 \| \| Perry, Curtis \| 201 cm \| 100 kg \| 13-09-1948 \| Missouri State \| \| G/AP \| 1 \| \| Robertson, Oscar \| 196 cm \| 93 kg \| 24-11-1938 \| Cincinnati \| \| A \| 31 \| \| Warner, Cornell \| 198 cm \| 98 kg \| 12-08-1950 \| Jackson State \| \| A/C \| 35 \| \| Williams, Ron \| 206 cm \| 100 kg \| 29-09-1948 \| West Virginia \| | Allenatore - Larry Costello Assistente/i - Hubie Brown Legenda - (C) Capitano - (FA) Free agent - (S) Sospeso - (TW) Contratto Two-way - (GL) Assegnato a squadra G League affiliata - Infortunato Roster • Transazioni · Ultima transazione: 28 giugno 1974 |                        |                      |         |        |              |                   |
| Pos. | Num. | Naz.                   | Nome                 | Altezza | Peso   | Data nascita | Provenienza       |
| C | 33 | Stati Uniti (bandiera) | Abdul-Jabbar, Kareem | 218 cm  | 102 kg | 16-04-1947   | UCLA              |
| G | 42 | Stati Uniti (bandiera) | Allen, Lucius        | 188 cm  | 79 kg  | 26-09-1947   | UCLA              |
| C | 19 | Stati Uniti (bandiera) | Cunningham, Dick     | 208 cm  | 111 kg | 11-07-1946   | Murray State      |
| G/AP | 10 | Stati Uniti (bandiera) | Dandridge, Bob       | 198 cm  | 88 kg  | 15-11-1947   | Norfolk State     |
| A | 20 | Stati Uniti (bandiera) | Davis, Mickey        | 201 cm  | 88 kg  | 16-06-1950   | Duquesne          |
| A | 7 | Stati Uniti (bandiera) | Driscoll, Terry      | 201 cm  | 98 kg  | 28-08-1947   | Boston College    |
| G | 24 | Stati Uniti (bandiera) | Garrett, Dick        | 191 cm  | 84 kg  | 31-01-1947   | Southern Illinois |
| G/AP | | Stati Uniti (bandiera) | Gregor, Gary         | 201 cm  | 102 kg | 13-08-1945   | South Carolina    |
| G/AP | 21 | Stati Uniti (bandiera) | Lee, Russ            | 196 cm  | 84 kg  | 27-01-1950   | Marshall          |
| G/AP | 14 | Stati Uniti (bandiera) | McGlocklin, Jon      | 196 cm  | 93 kg  | 10-06-1943   | Indiana           |
| A | 18 | Stati Uniti (bandiera) | Perry, Curtis        | 201 cm  | 100 kg | 13-09-1948   | Missouri State    |
| G/AP | 1 | Stati Uniti (bandiera) | Robertson, Oscar     | 196 cm  | 93 kg  | 24-11-1938   | Cincinnati        |
| A | 31 | Stati Uniti (bandiera) | Warner, Cornell      | 198 cm  | 98 kg  | 12-08-1950   | Jackson State     |
| A/C | 35 | Stati Uniti (bandiera) | Williams, Ron        | 206 cm  | 100 kg | 29-09-1948   | West Virginia     |

| \| Pos. \| Num. \| Naz. \| Nome \| Altezza \| Peso \| Data nascita \| Provenienza \| \| ---- \| ---- \| ---- \| --------------- \| ------- \| ------ \| ------------ \| ------------------- \| \| G \| 12 \| \| Chaney, Don \| 196 cm \| 95 kg \| 22-03-1946 \| Houston \| \| A/C \| 18 \| \| Cowens, Dave \| 206 cm \| 104 kg \| 25-10-1948 \| Florida State \| \| C \| 32 \| \| Downing, Steve \| 203 cm \| 102 kg \| 09-09-1950 \| Indiana \| \| C \| 29 \| \| Finkel, Hank \| 213 cm \| 109 kg \| 20-04-1942 \| Dayton \| \| A \| 20 \| \| Hankinson, Phil \| 203 cm \| 88 kg \| 26-07-1951 \| Pennsylvania \| \| G/AP \| 17 \| \| Havlicek, John \| 196 cm \| 92 kg \| 08-04-1940 \| Ohio State \| \| A/C \| 11 \| \| Kuberski, Steve \| 203 cm \| 98 kg \| 06-11-1947 \| Bradley \| \| A \| 19 \| \| Nelson, Don \| 198 cm \| 95 kg \| 15-05-1940 \| Iowa \| \| A/C \| 35 \| \| Silas, Paul \| 201 cm \| 100 kg \| 12-07-1943 \| Creighton \| \| G \| 44 \| \| Westphal, Paul \| 193 cm \| 88 kg \| 30-11-1950 \| Southern California \| \| G \| 10 \| \| White, Jo Jo \| 191 cm \| 86 kg \| 16-11-1946 \| Kansas \| \| G \| 7 \| \| Williams, Art \| 185 cm \| 82 kg \| 29-09-1939 \| Cal Poly - Pomona \| | Allenatore - Tom Heinsohn Assistente/i - John Killilea - Frank Challant - Mark Volk Legenda - (C) Capitano - (FA) Free agent - (S) Sospeso - (TW) Contratto Two-way - (GL) Assegnato a squadra G League affiliata - Infortunato Roster • Transazioni · Ultima transazione: 27 maggio 1974 |                        |                 |         |        |              |                     |
| Pos. | Num. | Naz.                   | Nome            | Altezza | Peso   | Data nascita | Provenienza         |
| G | 12 | Stati Uniti (bandiera) | Chaney, Don     | 196 cm  | 95 kg  | 22-03-1946   | Houston             |
| A/C | 18 | Stati Uniti (bandiera) | Cowens, Dave    | 206 cm  | 104 kg | 25-10-1948   | Florida State       |
| C | 32 | Stati Uniti (bandiera) | Downing, Steve  | 203 cm  | 102 kg | 09-09-1950   | Indiana             |
| C | 29 | Stati Uniti (bandiera) | Finkel, Hank    | 213 cm  | 109 kg | 20-04-1942   | Dayton              |
| A | 20 | Stati Uniti (bandiera) | Hankinson, Phil | 203 cm  | 88 kg  | 26-07-1951   | Pennsylvania        |
| G/AP | 17 | Stati Uniti (bandiera) | Havlicek, John  | 196 cm  | 92 kg  | 08-04-1940   | Ohio State          |
| A/C | 11 | Stati Uniti (bandiera) | Kuberski, Steve | 203 cm  | 98 kg  | 06-11-1947   | Bradley             |
| A | 19 | Stati Uniti (bandiera) | Nelson, Don     | 198 cm  | 95 kg  | 15-05-1940   | Iowa                |
| A/C | 35 | Stati Uniti (bandiera) | Silas, Paul     | 201 cm  | 100 kg | 12-07-1943   | Creighton           |
| G | 44 | Stati Uniti (bandiera) | Westphal, Paul  | 193 cm  | 88 kg  | 30-11-1950   | Southern California |
| G | 10 | Stati Uniti (bandiera) | White, Jo Jo    | 191 cm  | 86 kg  | 16-11-1946   | Kansas              |
| G | 7 | Stati Uniti (bandiera) | Williams, Art   | 185 cm  | 82 kg  | 29-09-1939   | Cal Poly - Pomona   |

#### Risultati
| Arbitri: | Richie Powers Jake O'Donnell |

| |            |                                                                             |
| K. Abdul-Jabbar 35                                                                                      | Punti      | J. Havlicek 26                                                              |
| O. Robertson 8                                                                                          | Assist     | J.J. White, D. Cowens 7                                                     |
| K. Abdul-Jabbar 14                                                                                      | Rimbalzi   | D. Cowens 17                                                                |
| Abdul-Jabbar, Dandridge, Robertson, Warner, Williams (Davis, Driscoll, Garrett, Lee, McGlocklin, Perry) | Formazioni | Chaney, Cowens, Havlicek, Nelson, White (Finkel, Silas, Westphal, Williams) |

| Arbitri: | Mendy Rudolph Darell Garretson |

|                                                                              |            |                                                                             |
| K. Abdul-Jabbar 36                                                           | Punti      | J.J. White 25                                                               |
| O. Robertson 9                                                               | Assist     | D. Cowens 6                                                                 |
| K. Abdul-Jabbar 15                                                           | Rimbalzi   | D. Cowens 11                                                                |
| Abdul-Jabbar, Dandridge, Robertson, Warner, Williams (Davis, Garrett, Perry) | Formazioni | Chaney, Cowens, Havlicek, Nelson, White (Finkel, Silas, Westphal, Williams) |

| Arbitri: | Richie Powers Don Murphy |

|                                                                   |            | |
| D. Cowens 30                                                      | Punti      | K. Abdul-Jabbar 26                                                                                      |
| J.J. White 8                                                      | Assist     | K. Abdul-Jabbar, O. Robertson 5                                                                         |
| J. Havlicek 12                                                    | Rimbalzi   | K. Abdul-Jabbar, C. Warner 10                                                                           |
| Chaney, Cowens, Havlicek, Nelson, White (Finkel, Silas, Williams) | Formazioni | Abdul-Jabbar, Dandridge, Robertson, Warner, Williams (Davis, Driscoll, Garrett, Lee, McGlocklin, Perry) |

| Arbitri: | Mendy Rudolph Earl Strom |

|                                                                             |            |                                                                                 |
| J. Havlicek 33                                                              | Punti      | K. Abdul-Jabbar 34                                                              |
| J.J. White 9                                                                | Assist     | O. Robertson 9                                                                  |
| P. Silas 12                                                                 | Rimbalzi   | K. Abdul-Jabbar 14                                                              |
| Chaney, Cowens, Havlicek, Nelson, White (Finkel, Silas, Westphal, Williams) | Formazioni | Abdul-Jabbar, Dandridge, Davis, Robertson, Warner (McGlocklin, Perry, Williams) |

| Arbitri: | Richie Powers Jake O'Donnell |

|                                                                                      |            |                                                                   |
| K. Abdul-Jabbar 37                                                                   | Punti      | J. Havlicek, D. Cowens 28                                         |
| J. McGlocklin 8                                                                      | Assist     | D. Cowens 6                                                       |
| K. Abdul-Jabbar 11                                                                   | Rimbalzi   | P. Silas 16                                                       |
| Abdul-Jabbar, Dandridge, Davis, Robertson, Warner (Driscoll, Lee, McGlocklin, Perry) | Formazioni | Chaney, Cowens, Havlicek, Nelson, White (Finkel, Silas, Westphal) |

| Arbitri: | Mendy Rudolph Darell Garretson |

|                                                                   |            |                                                                                 |
| J. Havlicek 36                                                    | Punti      | K. Abdul-Jabbar 34                                                              |
| J.J. White 11                                                     | Assist     | O. Robertson 10                                                                 |
| J. Havlicek, P. Silas 9                                           | Rimbalzi   | K. Abdul-Jabbar, M. Davis, C. Warner, C. Perry 8                                |
| Chaney, Cowens, Havlicek, Nelson, White (Finkel, Silas, Westphal) | Formazioni | Abdul-Jabbar, Dandridge, Davis, Robertson, Warner (McGlocklin, Perry, Williams) |

| Arbitri: | Mendy Rudolph Richie Powers |

| |            |                                                                                                  |
| K. Abdul-Jabbar 26                                                                                      | Punti      | D. Cowens 28                                                                                     |
| O. Robertson 11                                                                                         | Assist     | J. Havlicek, P. Westphal 6                                                                       |
| K. Abdul-Jabbar 13                                                                                      | Rimbalzi   | D. Cowens 14                                                                                     |
| Abdul-Jabbar, Dandridge, Davis, Robertson, Warner (Driscoll, Garrett, Lee, McGlocklin, Perry, Williams) | Formazioni | Chaney, Cowens, Havlicek, Nelson, White (Finkel, Hankinson, Kuberski, Silas, Westphal, Williams) |

| Campione NBA 1974         |
| ------------------------- |
| Boston Celtics 12º titolo |

#### Hall of famer
| NBA Finals | Atleta              | Squadra         | Anno      |                      |
| ---------- | ------------------- | --------------- | --------- | -------------------- |
| Giocatore  | Dave Cowens         | Boston Celtics  | 1991      | Giocatore            |
| Giocatore  | John Havlicek       | Boston Celtics  | 1984      | Giocatore            |
| Giocatore  | Paul Westphal       | Boston Celtics  | 2019      | Giocatore            |
| Giocatore  | Jo Jo White         | Boston Celtics  | 2015      | Giocatore            |
| Allenatore | Tom Heinsohn        | Boston Celtics  | 1986 2015 | Giocatore Allenatore |
| Giocatore  | Kareem Abdul-Jabbar | Milwaukee Bucks | 1995      | Giocatore            |
| Giocatore  | Bob Dandridge       | Milwaukee Bucks | 2021      | Giocatore            |
| Giocatore  | Oscar Robertson     | Milwaukee Bucks | 1980      | Giocatore            |

#### MVP delle Finali
- #17 John Havlicek, Boston Celtics.

## Squadra vincitrice

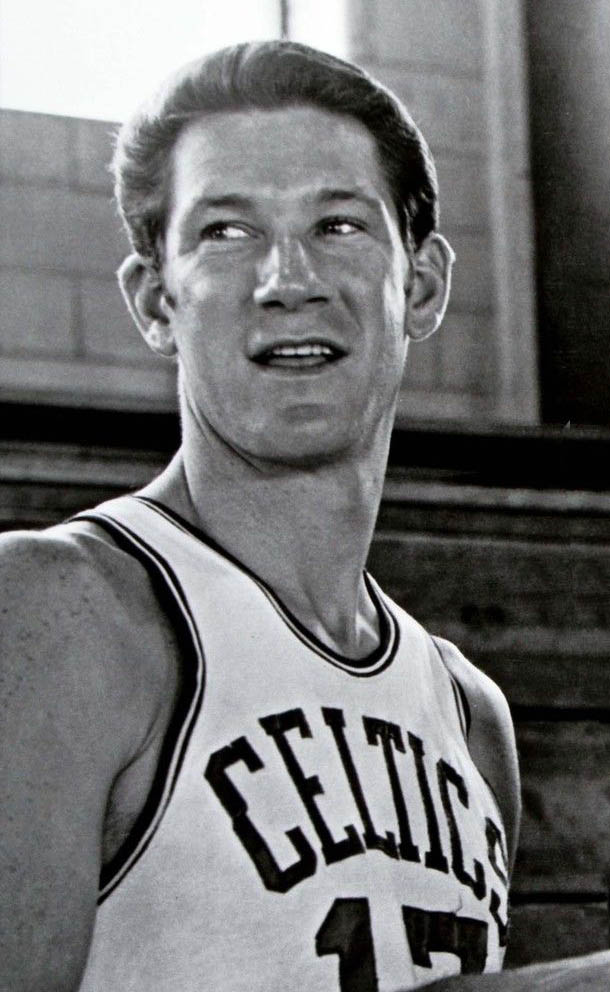
1. 17 John Havlicek, Boston Celtics.

| N° | Naz.                   | Ruolo | Sportivo       |  | Alt. |  |
| -- | ---------------------- | ----- | -------------- |  | ---- |  |
| 7  | Stati Uniti (bandiera) | P     | Art Williams   |  | 185  |  |
| 10 | Stati Uniti (bandiera) | P     | Jo Jo White    |  | 189  |  |
| 12 | Stati Uniti (bandiera) | G     | Don Chaney     |  | 196  |  |
| 17 | Stati Uniti (bandiera) | AP    | John Havlicek  |  | 196  |  |
| 18 | Stati Uniti (bandiera) | C     | Dave Cowens    |  | 206  |  |
| 19 | Stati Uniti (bandiera) | AP    | Don Nelson     |  | 198  |  |
| 20 | Stati Uniti (bandiera) | AG    | Phil Hankinson |  | 203  |  |
| 29 | Stati Uniti (bandiera) | C     | Hank Finkel    |  | 213  |  |
| 32 | Stati Uniti (bandiera) | AG    | Steve Downing  |  | 203  |  |
| 33 | Stati Uniti (bandiera) | AG    | Steve Kuberski |  | 203  |  |
| 35 | Stati Uniti (bandiera) | AP    | Paul Silas     |  | 201  |  |
| 44 | Stati Uniti (bandiera) | G     | Paul Westphal  |  | 193  |  |
|    | Stati Uniti (bandiera) | All.  | Tom Heinsohn   |  |      |  |

## Statistiche
Aggiornate al 2 settembre 2021.
| Categoria | Singola prestazione            | Singola prestazione            | Singola prestazione | Media               | Media           | Media | Media |
| Categoria | Giocatore                      | Squadra                        | Max                 | Giocatore           | Squadra         | Media | PG    |
| --------- | ------------------------------ | ------------------------------ | ------------------- | ------------------- | --------------- | ----- | ----- |
| Punti     | Bob McAdoo Kareem Abdul-Jabbar | Buffalo Braves Milwaukee Bucks | 44                  | Kareem Abdul-Jabbar | Milwaukee Bucks | 32,2  | 16    |
| Rimbalzi  | Kareem Abdul-Jabbar            | Milwaukee Bucks                | 25                  | Elvin Hayes         | Capital Bullets | 15,9  | 7     |
| Assist    | Oscar Robertson                | Milwaukee Bucks                | 16                  | Oscar Robertson     | Milwaukee Bucks | 9,3   | 16    |